# التاريخ المبكر لسنغافورة

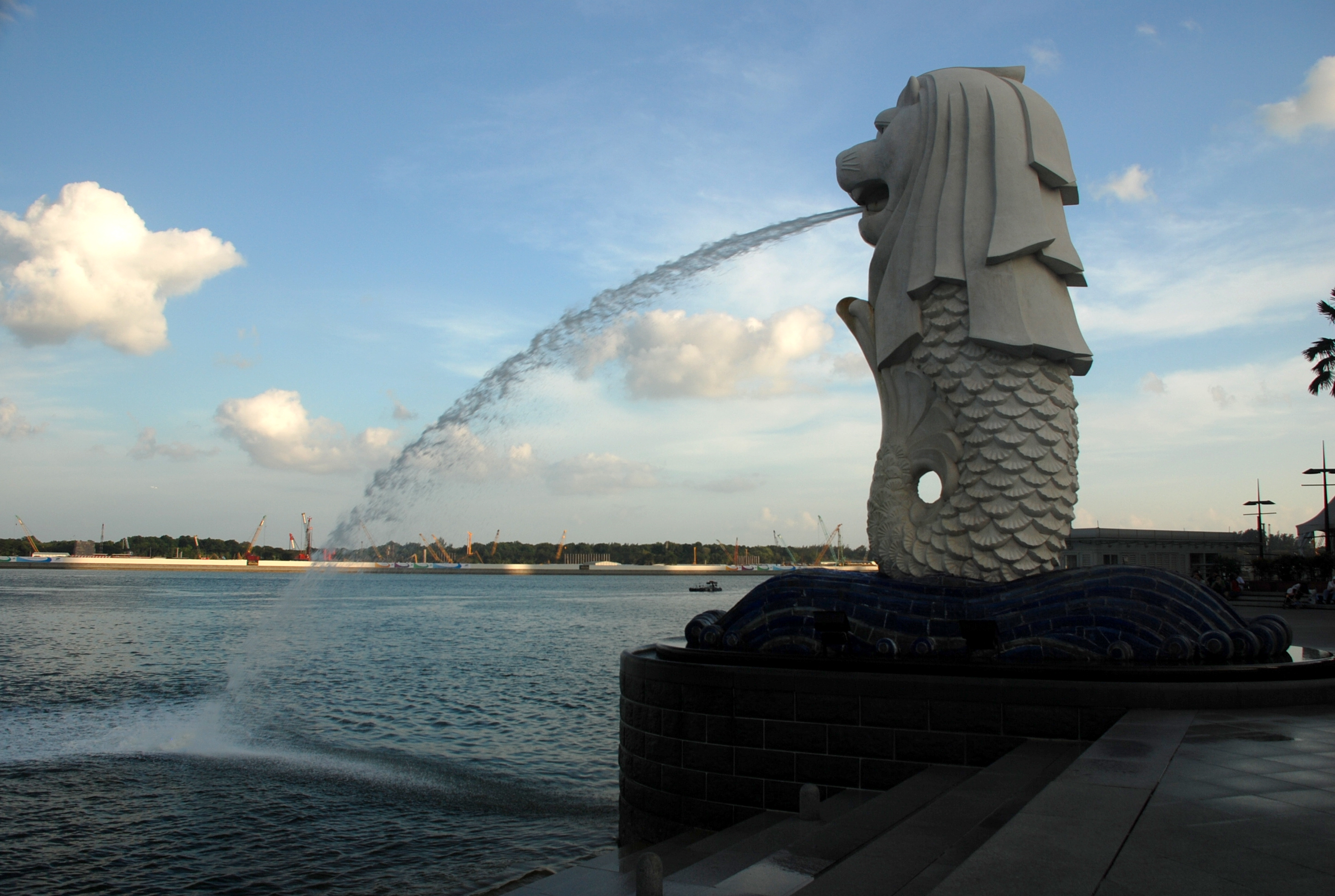
ميرليون بارك وتمثال ميرليون: تمثيل أسطوري لهوية سنغافورة الوطنية

يشير التاريخ المبكر لسنغافورة إلى حقبة ما قبل الاستعمار قبل عام 1819، عندما أقامت شركة الهند الشرقية البريطانية بقيادة السير توماس ستامفورد رافلز مستوطنة تجارية في الجزيرة وبدأ تاريخ سنغافورة.
قبل عام 1819، كانت الجزيرة معروفة بعدة أسماء، ولعل المرجع الأول الذي ذكرها كان في عمل بطليموس في القرن الثاني والذي حدد ميناءً ساحليًا في أقصى الطرف الجنوبي لشبه جزيرة ملايو، يُدعى سابانا. ومع ذلك، ذكر المؤرخون عمومًا سجل مسافر صيني من القرن الثالث يصف جزيرة في نفس الموقع تسمى بو لو تشانغ، نُسخ هذا الاسم المبكر لسنغافورة باللغة الملايية إلى جزيرة أوجونج، كأول تسجيل لوجودها.
عُرفت سنغافورة من القرن الثالث عشر إلى القرن الرابع عشر باسم تيماسيك، وهو اسم مسجل أيضًا في المصادر الصينية باسم دان ما شي، وهي دولة سُجلت على أنها تضم مستوطنتين مختلفتين – لونغ يا مين وبان زو. ربما تغير الاسم إلى سنغافورة في نهاية القرن الرابع عشر. سكن في الجزيرة بالتناوب السياميون والجاويون في القرن الرابع عشر. هرب بارامسوارا (إسكندر شاه)، آخر حاكم لسنغافورا، إلى ملقا بعد هجوم شنه الجاويون أو السياميون، وأسسوا ولاية ملقا. حُكمت سنغافورة من قبل سلطنة ملقا في القرن الخامس عشر وسلطنة جوهور من القرن السادس عشر.

## الفترة المبكرة
يعود أول ذكر محتمل لسنغافورة المبكرة إلى المراجع الخرائطية في القرن الثاني الميلادي لعمل عالم الفلك اليوناني الروماني بطليموس الجغرافية. حيث وُضعت علامة على مكان يُدعى سابانا أو سابارا على الخريطة الحادية عشرة لآسيا عند الطرف الجنوبي لغولدن خيرسونيس (أي شبه جزيرة ملايو) حيث قد تقع سنغافورة. حُددت على أنها نومينون امبوريون أو ميناء تجاري أجنبي، كجزء من سلسلة من المراكز التجارية المماثلة التي ربطت جنوب شرق آسيا بالهند والبحر الأبيض المتوسط. ومع ذلك، يختلف تشخيص سابانا أو سابارا، حيث يقترح عدد من المؤلفين أن تكون في سلاغور أو بالقرب من كلاغ، أو جنوب ملقا أو جنوب جوهور، وكذلك جزيرة سنغافورة نفسها. لم يُعثر على أي دليل أثري من هذه الفترة في سنغافورة.
وصف سجل صيني مكتوب من القرن الثالث جزيرة بو لو تشونغ والذي هو على الأرجح نسخة من جزيرة أوجونج المالايوية، الذي «أصبح في النهاية» (شبه جزيرة ملايو). يذكر السجل باختصار سرد إشاعات عن وجود آكلي لحوم البشر مع ذيول يبلغ طولها 5 أو 6 بوصات يعيشون هناك.

### صخرة سنغافورة
صخرة كبيرة يبلغ ارتفاعها وعرضها 3 أمتار، منقوشة بالكتابات، كانت موجودة عند مصب نهر سنغافورة، لكنها فُجرت فيما بعد عندما وُسع حصن فوليرتون واتسع مصب النهر. بقيت شظايا قليلة فقط، وأصبحت تُعرف باسم حجر سنغافورة. اقتُرحت تواريخ مختلفة بين القرنين العاشر والثالث عشر للنقوش التي لم تفك شيفرتها حتى الآن، ويُقترح أن يكون النص مرتبطًا بتلك المستخدمة في سومطرة في تلك الفترة.

## تيماسيك
كانت سنغافورة المبكرة تسمى «تيماسيك»، وربما كانت الكلمة مشتقة من «تاسيك» (التي تعني باللغة الملايية البحيرة أو البحر) وفُهمت أنها تعني مدينة البحر في ملايو. سُجلت، ناجاراكريتاجاما، وهي قصيدة ملحمية جاوية كتبت في عام 1365، في جزيرة تسمى توماسيك. ورد الاسم أيضًا في السجلات التاريخية لملايو الذي يُعتقد أنه كُتب في عام 1535. قد يكون لتماسيك علاقة دبلوماسية مع فيتنام، والتي سجلتها على أنها ساش ما تيش، في وقت مبكر من القرن الثالث عشر. كما سجلها المسافر الصيني وانغ دا يوان الذي زار الجزيرة بنحو عام 1330 ووصف مكانًا يُدعى دان ما شي (نسخ من لغة ملايو تيماسيك). كُتب اسم دان ما شي أو تيماسيك بالغة بالصينية في خريطة ماو كون.

## سنغافورة كجزء من سلطنة ملقا
تشير الأدلة الأثرية إلى أن المستوطنة الرئيسية في حصن كانينغ تُخلي عنها في غضون ذلك الوقت تقريبًا، رغم استمرار وجود مستوطنة تجارية صغيرة في سنغافورة لبعض الوقت في الفترة التي تلت ذلك. أصبحت سنغافورة جزءًا من إمبراطورية ملقا، وقيل إنها إقطاعة لقسامان الأسطورية (أو الأدميرال) هانغ تواه. ومع ذلك، بحلول الوقت الذي وصل فيه البرتغاليون في أوائل القرن السادس عشر، كانت سنغافورة، التي كانت موجودة قبل تأسيس ملقا، قد أصبحت بالفعل «أطلالًا عظيمة» وفقًا لمحتل ملقا القائد ألفونسو دي ألبوكيرك.

## بداية الحكم الاستعماري
خلال القرن السادس عشر وأوائل القرن السابع عشر، استعادت لفترة وجيزة بعض الأهمية كمركز تجاري لسلطنة جوهور. في عام 1613، أحرق الجنود البرتغاليون المستوطنة عند مصب نهر سنغافورة وغرقت الجزيرة بشكل غامض. لم تؤسس سنغافورة الحديثة حتى عام 1819، عندما أسس سير إنكليزي يدعى توماس ستامفورد رافلز مركزًا تجاريًا بريطانيًا في الجزيرة.